# Apophis (personaggio)
(Apophis al colonnello Jack O'Neill)
Apophis è un personaggio della serie televisiva di fantascienza Stargate SG-1, interpretato da Peter Williams.

## Descrizione
Uno dei più vecchi Goa'uld viventi della Galassia, Apophis è uno dei più potenti Signori del Sistema mai vissuti, famoso per la sua astuzia e crudeltà in battaglia. Tra i Goa'uld si parla di lui come di un grande re e di un implacabile signore della guerra.
A un certo punto della loro storia, i Goa'uld rischiano l'estinzione, e i più anziani e saggi tra loro scelgono di esplorare lo spazio per trovare una nuova razza aliena in cui incarnarsi. Ra, il Supremo Signore del Sistema e altri Goa'uld come lui danno inizio all'esplorazione spaziale. Giunto sul pianeta Terra, Ra esamina gli umani e li trova adatti ad ospitare nel proprio organismo un Goa'uld, a causa della facilità con cui la tecnologia e la biologia stessa dei Goa'uld possono riparare i loro corpi.
Giunto sulla Terra insieme ai pochi Goa'uld sopravvissuti, Apophis si incarna nel corpo di uno scriba egizio del tempio di Amon, e, come gli altri superstiti all'estinzione, prende in prestito la religione dell'Antico Egitto, facendosi passare per un dio, il Serpente, Signore della Notte e della Morte, in costante contrapposizione con gli dei del giorno.
Si serve dello Stargate per deportare sul suo vasto dominio galattico numerose popolazioni umane, governandole con il pugno di ferro e la devozione della sua falsa religione. Nel corso suo lungo regno, si fa numerosi nemici, primi fra tutti Ra, Cronus e, soprattutto, il demoniaco Sokar.
Il suo impero è molto vasto, comprende molte centinaia di pianeti per governare i quali si serve di numerosi Goa'uld minori al suo servizio, molti dei quali sono membri della sua famiglia. Il più famoso di essi è il servile e astuto Zipacna.
Durante la rivolta di Abydos, Ra viene ucciso dal suo stesso ordigno esplosivo per mano del colonnello Jack O'Neill, e tra i Goa'uld inizia un fermento sociale con il quale molti Signori del Sistema tentano di ripartirsi il suo potere. Apophis ne approfitta per invadere il pianeta, soprattutto per garantirsi una serie di ospiti perfetti per i suoi figli.
Tra gli abydoniani che rapisce vi sono Skaara, grande amico di Jack O'Neill, e Sha're, moglie di Daniel Jackson. Il primo viene scelto per ospitare il principe Klorel, erede di Apophis, la seconda per la moglie Amonet, una regina Goa'uld. Contro le leggi Goa'uld, Apophis ha un figlio umano con Amonet; questo bambino verrà successivamente battezzato Shifu. Shifu è un Harcesis, e possiede le conoscenze di entrambi i genitori, ereditate geneticamente.
Poiché i terrestri, Tauri in lingua Goa'uld, si sono rivelati in grado di eliminare Ra, Apophis decide di invadere la Terra e schiavizzarne la popolazione, per renderla una fonte costante e sicura di nuovi ospiti e nuovi Jaffa. A tal fine prepara la maggior parte delle sue risorse militari in due grandi astronavi, scegliendo come proprio comandante in seconda il figlio Klorel, desideroso di ottenere la gloria di guerriero. Questa imminente invasione viene fermata in anticipo dall'Sg1, che grazie al recente salto Daniel Jackson in un universo parallelo, fa esplodere le sue due navi spaziali quando sono già in orbita intorno al pianeta, causando la morte della maggior parte del suo esercito che si trovava a bordo. Apophis e Klorel tornano su Chulak umiliati, e il potere tra i Signori del Sistema di questo grande condottiero è fortemente compromesso.
Apophis sa di dover agire in fretta per ristabilire il proprio potere, o i Signori del Sistema manderanno un sicario per ucciderlo e sceglieranno un altro Goa'uld per governare al suo posto. Pochi mesi più tardi, i pochi avanzi del suo esercito un tempo poderoso vengono sgominati definitivamente da Sokar, suo antico rivale. L'ultimo dei suoi fedeli jaffa muore per sottrarlo a lui.
Dopo aver inviato un messaggio in codice alla Terra, fugge a bordo di una navetta jaffa, ormai, ridotto in fin di vita su di un mondo dove l'Sg1 lo soccorre, e decide di ospitarlo come prigioniero. Nel giro di poche ore muore a causa delle gravi sofferenze subite. Quando il simbionte alieno muore, l'ospite umano riprende il controllo di sé, e ricorda con rimpianto la vita prima della possessione, a Karnak, dove aveva una moglie e un figlio ed era uno scriba nel tempio di Amon. Con il controllo del mostruoso Apophis, gli era sembrato di precipitare in un terribile incubo da cui si è risvegliato in un tempo che non è il suo, in un mondo che non gli appartiene. Una volta portato a termine il rito funerario nell'antico stile egizio, praticato da Daniel Jackson, l'ospite muore serenamente, e il suo cadavere viene rimandato a Sokar con l'impiego dello Stargate.
Resuscitato dalla morte tramite il Sarcofago Goa'uld in presenza di Sokar, Apophis subisce nuove brutali torture, e in seguito viene inviato come capo delle guardie di Bynarr, Goa'uld minore al servizio di Sokar sull'infernale prigione lunare di Ne'tu.
Alla morte di Sokar a bordo della sua nave ammiraglia, Apophis assume il controllo del vasto reame, dell'esercito e della flotta di quest'ultimo, superando di gran lunga il fasto e il potere del passato. Grazie a questo potere Apophis riesce a eliminare una volta per tutte alcuni dei suoi più grandi e vecchi nemici come Heru-ur ed a mettere in crisi l'opposizione dei Tok'ra ed il dominio stesso dei Signori del Sistema. All'apice del potere e della gloria, Apophis viene attaccato dai potenti Replicatori e la sua nave si schianta contro il pianeta Delmak. Attualmente si ritiene che sia morto una volta per tutte. Apophis è stato uno dei Goa'uld più potenti mai esistiti e uno dei personaggi malvagi più pericolosi di Stargate. Tra i goa'uld solo Anubis ha superato il potere e il prestigio di Apophis e questo si può notare dal fatto che fino alla 5ª stagione Apophis è stato il cattivo principale della serie.

Il simbolo dei jaffa di Apophis.